# Jana Kuťková
Jana Kuťková (* 14. Februar 1951 in Bratislava, Tschechoslowakei als Jana Kovalovská) ist eine ehemalige slowakische Handballspielerin, die für die tschechoslowakische Nationalmannschaft auflief. Sie wurde zur slowakischen Handballspielerin des Jahres 1978 und 1982 gewählt. Nach ihrer Spielerkarriere war sie als Handballtrainerin tätig.

## Karriere

### Im Verein
Kuťková spielte anfangs in ihrer Geburtsstadt beim Verein Vinohrady Bratislava. Daraufhin lief Kuťková für den Verein Plastika Nitra auf, mit dem sie 1971 und 1972 die tschechoslowakische Meisterschaft gewann. Ihre nächste Spielerstation war Štart VD Bratislava, mit dem sie 1982 und 1983 die tschechoslowakische Meisterschaft gewann und im Jahr 1987 im Finale der IHF-Pokals stand. Zwischen 1988 und 1992 stand sie beim österreichischen Verein ZV Handball Wiener Neustadt unter Vertrag.

### In der Nationalmannschaft
Kuťková bestritt 218 Länderspiele für die tschechoslowakische Nationalmannschaft, in denen sie 602 Treffer erzielte. Mit der Tschechoslowakei belegte sie bei den Olympischen Spielen 1980 in Moskau den fünften Platz. In fünf Turnierspielen erzielte sie insgesamt 22 Treffer. Zwei Jahre später schloss sie die Weltmeisterschaft 1982 ebenfalls auf dem fünften Platz ab. Kuťková wurde zum Abschluss der Turniers als beste Kreisläuferin ausgezeichnet. Bei der nächsten Austragung der Weltmeisterschaft im Jahr 1986 gewann sie mit ihrer Mannschaft die Silbermedaille.

### Als Trainerin
Kuťková war nach ihrem Karriereende als Trainerin tätig. Sie trainierte die slowakische Vereinsmannschaften von Plastika Nitra, Štart VD Bratislava und ŠKP Bratislava. Weiterhin trainierte Kuťková die slowakische Jugend- und Juniorinnennationalmannschaft, die unter ihrer Leitung bei der U-19-Europameisterschaft 1998 und bei der U-20-Weltmeisterschaft 1999 antraten. Während der U-19-EM 1998 kam es zur Begegnung mit der tschechischen Auswahl, die von ihrem Ehemann Tomáš Kuťka betreut wurde. Später trainierte Kuťková die österreichischen Mannschaften von UHC Gänserndorf und UHC Stockerau (2016 bis 2017).